# Frederic Grant Gleason
Frederic Grant Gleason (* 18. Dezember 1848 in Middletown/Connecticut; † 6. Dezember 1903 in Chicago) war ein US-amerikanischer Komponist, Musikpädagoge und -kritiker.

## Leben
Gleason begann seine musikalische Ausbildung bei Dudley Buck. 1869 ging er nach Leipzig, wo er bei Ignaz Moscheles und Hans Richter studierte. In Berlin setzte er sein Studium bei Carl Friedrich Weitzmann, Oskar Raif, August Haupt und Albert Löschhorn fort. Schließlich studierte er in London bei Oscar Beringer. Nach seiner Rückkehr wirkte er kurze Zeit als Kirchenorganist in seiner Heimatstadt.
Ab 1877 unterrichtete Gleason in Chicago an der Hershey School of Musical Art, ab 1891 am Chicago Auditorium Conservatory, dessen Direktor er von 1900 bis zu seinem Tod war. Er war lebenslang Mitglied der Music Teachers National Association und von 1886 bis 1894 der Illinois Music Teachers Association. Seit ihrer Gründung war er Mitglied der Manuscript Society of New York, und 1896 wurde er zum Präsidenten der Manuscript Society of Chicago gewählt. Zwischen 1887 und 1891 war er Musikkritiker der Chicago Tribune, außerdem verfasste er Artikel und Rezensionen für verschiedene Musikzeitschriften.
Außer den Opern Otho Visconti und Montezuma komponierte Gleason Kantaten, Vokalwerke, sinfonische Dichtungen, Kammermusik und Werke für Orgel und für Klavier. Seine Auditorium Festival Ode nach einem Text von Harriet Monroe wurde zur Eröffnung des Auditorium Theater 1889 aufgeführt. Mehrere seiner Kompositionen wurden vom Chicago Symphony Orchestra unter Leitung von Theodore Thomas uraufgeführt. Die Associazione dei Benemeriti Italiana verlieh ihm ein Diplom und eine Goldmedaille für herausragende Verdienste um die Kunst. In erster Ehe war Gleason mit der Sängerin Grace A. Hiltz verheiratet. Er starb 1903 in Chicago an einer Lungenentzündung.